# Jan Broda (atlet)
Jan Broda (24. dubna 1940 Český Těšín – 17. května 2022) byl československý atlet, který se věnoval skoku do dálky a trojskoku.
Nejprve hrál fotbal, ale od roku 1954 začínal s atletikou ve Slovanu Olomouc a v letech 1966 – 1982 závodil za TŽ Třinec. Po skončení sportovní kariery působil v oddíle rovněž jako trenér a rozhodčí.
V trojskoku na Evropských halových hrách v roce 1969 skončil na 8 místě. Na halovém mistrovství Evropy v roce 1970 skončil také v trojskoku na 10 místě a v roce 1971 na 14 místě.
V roce 1968 mu byl udělen titul Mistr sportu.

## Osobní rekordy
- skok daleký – 7,68 m
- trojskok – 16,43 m